# پائولینو آلکانترا
پائولینو آلکانترا ریِسترا (۷ اکتبر ۱۸۹۶–۱۳ فوریه ۱۹۶۴) فوتبالیست و سرمربی فوتبال فیلیپینی - اسپانیایی بود. او بیشتر دوران بازی‌اش را در بارسلونا گذراند. وی در ۱۵ سالگی به باشگاه بارسلونا پیوست که به همین دلیل جوان‌ترین بازیکن این تیم نام گرفته‌است. او با احتساب بازی‌های دوستانه و غیررسمی با زدن ۳۵۷ گل در ۳۵۷ بازی بهترین گلزن بارسلونا قبل از سال ۲۰۱۴ بود که لیونل مسی بازیکن بارسلونا با زدن ۳ گل و هتریک در مقابل تیم اوساسونا با ۳۷۱ گل رکورد این بازیکن را شکست.